# Aerenicopsis megacephala
Aerenicopsis megacephala är en skalbaggsart som först beskrevs av Stefan von Breuning 1940.  Aerenicopsis megacephala ingår i släktet Aerenicopsis och familjen långhorningar. Inga underarter finns listade i Catalogue of Life.